# Paphia inflata
Paphia inflata is een tweekleppigensoort uit de familie van de Veneridae. De wetenschappelijke naam van de soort is voor het eerst geldig gepubliceerd in 1853 door Deshayes.